# Římskokatolická farnost Knířov
Římskokatolická farnost Knířov je zaniklým územním společenstvím římských katolíků v orlickoústeckém vikariátu královéhradecké diecéze.

## O farnosti

### Historie
Plebánie v Knířově existovala již v první půli 14. století. V 16. století se místní farní kostel stal poutním místem, farnost zde však již neexistovala. K obnově samostatné farnosti došlo až v roce 1864.

### 21. století
Farnost byla administrována excurrendo z Vysokého Mýta. Jejími administrátory byli:
- 23. října 2007–31. července 2022 Mgr. Pavel Mistr
- 1. srpna 2022–31. prosince 2023 ICLic. Mgr. Stanislav Tomšíček

K 31. prosinci 2023 zanikla sloučením s děkanstvím Vysoké Mýto.
| Fotografie | Kostel                 | Místo  | Bohoslužba         | Bohoslužba | Poznámka                      |
| ---------- | ---------------------- | ------ | ------------------ | ---------- | ----------------------------- |
|            | Kostel Zvěstování Páně | Knířov | 3. neděle v měsíci | 08.00      | filiální, bývalý farní kostel |